# François Göske
François Manfred André Göske (dit Goeske), né le 18 mars 1989 à Saint-Doulchard dans le Cher en France, est un acteur et musicien franco-allemand. 
Dont la notoriété s'est accentuée depuis son rôle dans le film Französisch für Anfänger (signifiant littéralement « Français pour débutant »), coproduction franco-allemande ayant connu un grand succès en Allemagne, particulièrement auprès du public adolescent. En 2014, il a notamment participé en tant que double figurant dans le clip vidéo Traum du rappeur allemand Cro.

## Biographie

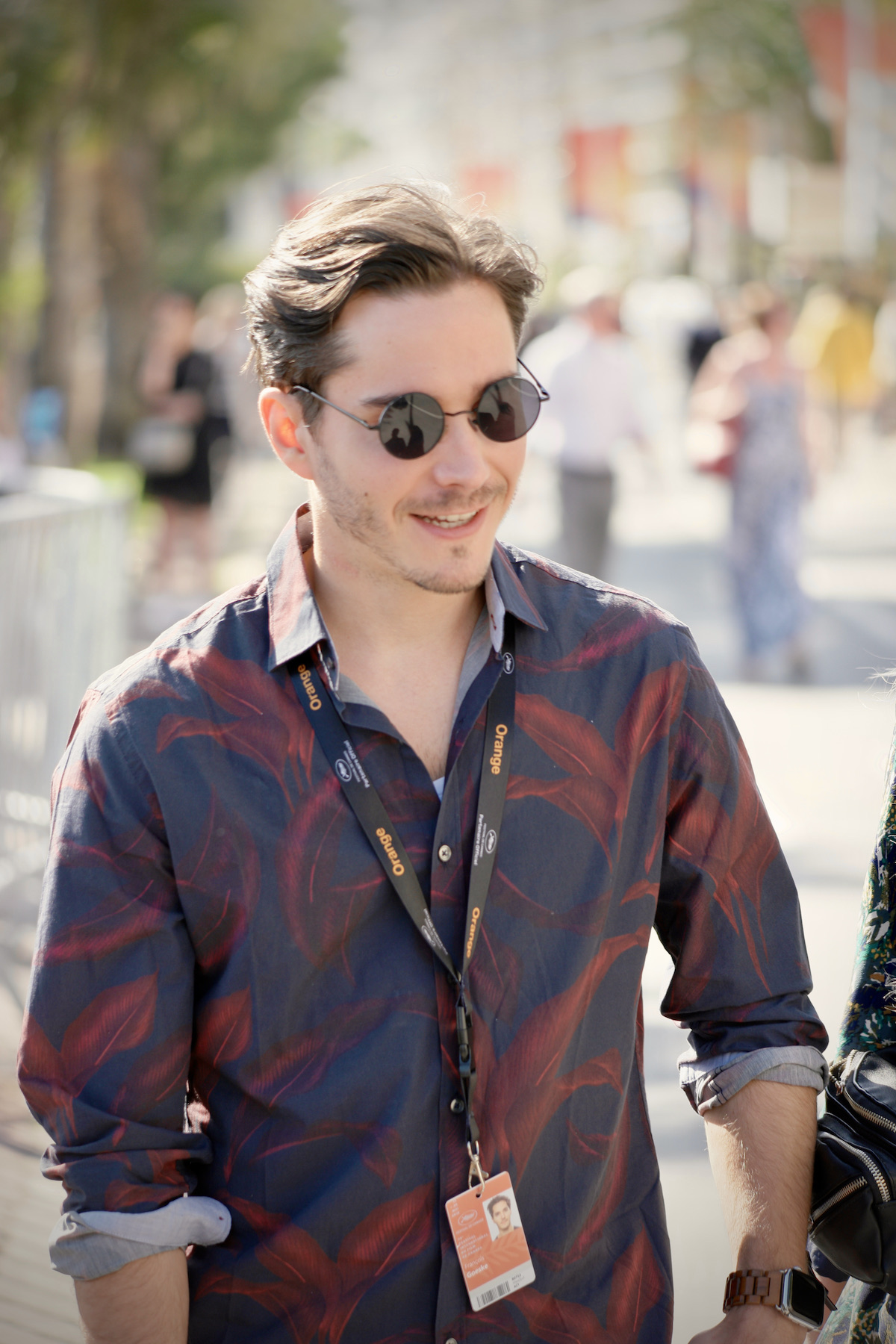
Au Festival de Cannes 2019.

François Manfred André Göske est né le 18 mars 1989 à Saint-Doulchard, dans le Cher. il possède la double nationalité française et allemande et il maîtrise parfaitement les langues allemande, anglaise et française. 
Son père Oliver Göske est allemand, violoncelliste concertiste à l’orchestre de Bavière depuis 1989, sa mère Delphine est française originaire de Bourges, elle est professeure de français FSL à l'université de Tours.  
De 2014 à 2017, la fortune de François Göske est estimée à huit millions d'euros. 
L'orthographe officielle de son nom est Göske. Il utilise en pseudonyme l'orthographe Goeske pour les productions internationales depuis 2006.

### Vie privée
François vit depuis sa petite enfance à Munich, Bavière en Allemagne.
Il est en couple avec Bianca Hentschel, une actrice allemande médaillée d'Europe de sauts d'obstacle.
Ses parents se sont séparés en 2010, depuis sa mère est retournée vivre dans la région Centre. Ses parents ont eu cinq enfants. Ses frères et sœurs sont Marie-Charlotte, Anne-Sophie, Julien et Judith.

## Filmographie

### Cinéma
- 2002 : Bibi Blocksberg : Benny
- 2003 : Das fliegende Klassenzimmer : Kreuzkamm jr.
- 2004 : Bergkristall : Konrad
- 2006 : Français pour débutants (Französisch für Anfänger) : Henrik
- 2008 : Le Pont : Albert Mutz
- 2009 : Summertime Blues : Alex
- 2012 : Pinocchio's No Strings Attached : Pinocchio
- 2013 : Lost Place (3D) : Daniel
- 2014 : Cro - Traum : Luc et Rémi[5]
- 2014 : Besser als nix : Tom
- 2014 : Nature morte : Martin
- 2017 : Dieter Not Unhappy
- 2019 : Le Corps sauvage de Cheyenne Carron
- 2026 : De Gaulle d'Antonin Baudry : Klaus Barbie

### Télévision
- 2020 : Blutige Anfänger : Kilian Hirschfeld
- 2019 : Der Bozen Krimi (épisode : Leichte Beute)
- 2019 : Beck is back!
- 2019 : Professor T. (épisode : Hikikomori)
- 2019 : Das Traumschiff (de) (épisode : Sambia)
- 2019 : Die Diplomatin (épisode : Böses Spiel)
- 2019 : Le Renard (épisode : Knock-out)
- 2017 : SOKO Stuttgart (de) (épisode : Spielfeld des Todes)
- 2017 : Brigade du crime (épisode : Der letzte Fall)
- 2015 : Platonow : Maxim Wengerow
- 2015 : Tatort : Erkläre Chimäre : Tom Schosser
- 2015 : Armans Geheimnis : Arman
- 2014 : Heiter bis tödlich - Hauptstadtrevier : Bretter, die die Welt bedeuten : David Droschner
- 2014 : Letzte Spur Berlin : Kokon : Pascal Hagen
- 2014 : Heldt : Clowns : Tom
- 2013 : Heiter bis tödlich - Akte Ex : Waschen - Schleudern - Morden : Marco Turtschan
- 2013 : Soko brigade des stups : Die Insel : Julian Gruber
- 2012 : Une équipe de choc : Die Gottesanbeterin : Jannick Siebert
- 2012 : Schlaflos in Schwabing : Florian
- 2011 : Soko Stuttgart : Club der Hexen : Johannes Dahm
- 2011 : Soko Köln : Playback : Nino Helmer
- 2011 : Sie hat es verdient : Josch
- 2010 : Kommissarin Lucas (en) : Aus der Bahn : Michi Schmidbauer
- 2009 : La Belle au bois dormant : Fynn
- 2009 : Faktor 8 : Frank
- 2008 : Tatort : Häschen in der Grube : Ehrenfried Marbot
- 2007 : Die Schatzinsel (La Fille du Pirate) : Jim Hawkins
- 2007 : Tarragona : Michael
- 2006 : Ladyland : Sven Rainer
- 2005 : Damals warst du still : Halbbruder Fischer
- 2003 - 2006 : Galileo : Krawuttkes Nachbarn : Max
- 2001 : Der kleine Mann : Theo

### Doublage
- 2007 : Die Gustloff : Kalli Simoneit
- 2006 : Par effraction (Breaking and Entering) : Miro (voix allemande)
- 2006 : Der letzte Zug : Izzy (voix allemande)
- 2004 : The Kids Ten Commandment : Ephraim (voix allemande)
- 2003 : Le Livre de la jungle 2 (Das Dschungelbuch 2) : Mowgli (voix allemande)

### Comédie musicale et opéra
- 2002 : Teddy – ein musikalischer Traum : Leon [rôle principale] | Margarete Steiff GmbH
- 1997 - 2001 | Kinderchor der Bayerischen Staatsoper München [div. Soloparts]

## Distinctions
- 2008 : International Undine Award 2008 : nomination pour »Die Schatzinsel« (La Fille du Pirate)
- 2006 : International Undine Award 2006 : nomination pour Français pour débutants
- 2005 : International Undine Award 2005 : nomination pour Bergkristall
- 2005 : Kindermedienpreis 2005 [Der weiße Elefant] : prix spécial pour Bergkristall | Filmfest Munich 2005